# 仙霞岭

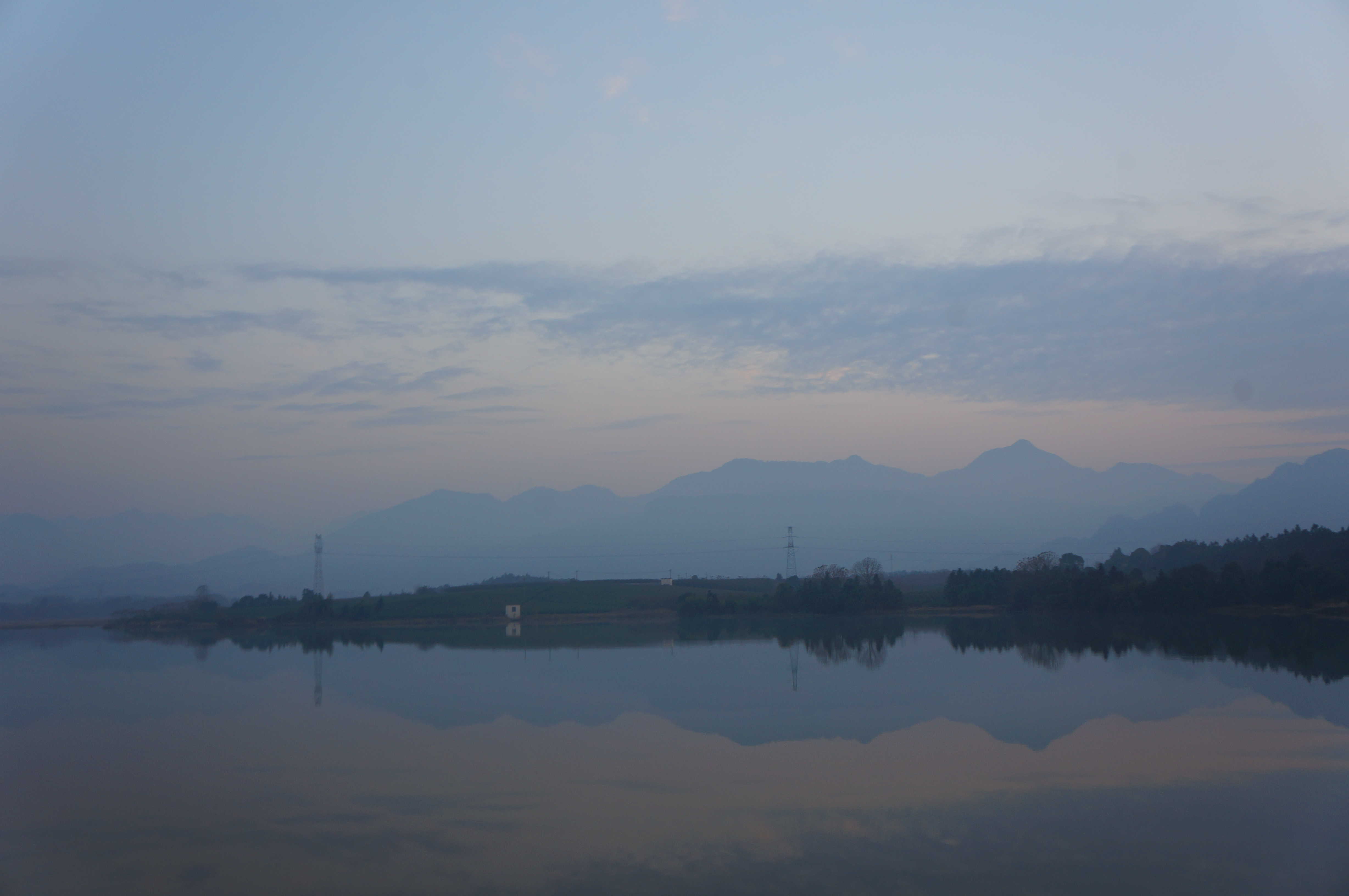
仙霞岭余脉九峰山

仙霞岭，位于浙江省西部。东起衢州、金华、丽水三市交界处，西延浙江、江西、福建三省交界处。长约100余千米。主峰大龙岗海拔1503米。

## 歷史
唐末，黄巢入闽，沿仙霞岭开山伐道，后世逐渐建成了著名的仙霞古道。现存古道为宋乾道八年(1172年)所重筑，古道上有仙霞关、枫岭关等关隘。仙霞关始建于北宋时，称为“东南锁钥”和“入闽咽喉”，历来是兵家必争之地。在仙霞关、枫岭关之间有廿八都古镇。